# Tylogonus yanayacu
Tylogonus yanayacu es una especie de araña saltarina del género Tylogonus, familia Salticidae. Fue descrita científicamente por Zhang & Maddison en 2012.
Habita en Ecuador.